# Liste des réductions guaranies

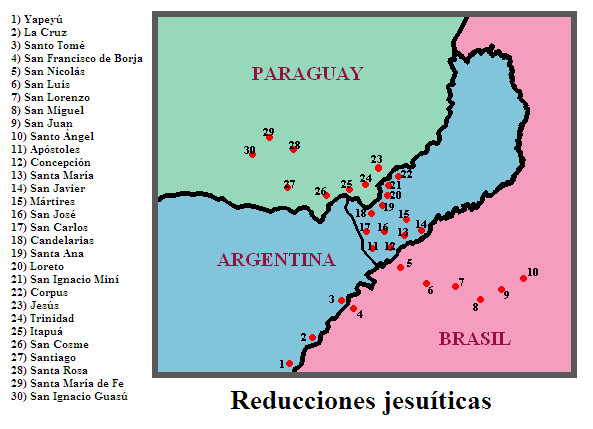
Localisation des réductions

Cette liste présente les 30 réductions jésuites fondées entre 1609 et 1760 parmi les Guaranis dans l’empire colonial espagnol d’Amérique du Sud. Elles sont généralement connues sous le nom de Réductions guaranies. Aujourd’hui le territoire de ces réductions, avec leurs villes, villages ou ruines, est partagé sur trois pays : le Paraguay, l’Argentine et le Brésil. Douze de ces réductions se trouvent dans la province de Misiones en Argentine, d'où son nom. Huit de ces anciennes réductions se trouvent au Paraguay, où le Guarani est une des langues officielles. La liste ne reprend pas les réductions fondées parmi les Chiquitos ou autres groupes indigènes.
Les cinq Missions jésuites suivantes ont été classées au patrimoine mondial de l’humanité par l‘UNESCO en ses sessions de 1983 et 1984 (N° d’identification: 275bis) : 'San Ignacio Miní', 'Santa Ana', 'Nuestra Señora de Loreto' et 'Santa Maria Mayor' (en Argentine), et 'São Miguel Arcanjo' (au Brésil). Deux missions supplémentaires, au Paraguay, furent inscrites en 1993: 'Jésus de Tavarangue' et 'La Santísima Trinidad del Parana'. 

## Les réductions
- Santa María de Fe (Paraguay)
- San Ignacio Guazú (Paraguay)
- Santa Rosa (Paraguay)
- Santiago Apostol (Paraguay)
- Santos Cosme y Damian (Paraguay)
- Encarnación de Itapua (Paraguay)
- La Santísima Trinidad (Paraguay)
- Jésus (de Tavarangue) Paraguay)
- Corpus (Argentine)
- San Ignacio Miní (Argentine)
- Loreto (Argentine)
- Santa Ana (Argentine)
- Candelaria (Argentine)
- San Carlos (Argentine)
- Mártires (Argentine)
- San José (Argentine)
- Santa María la Mayor (Argentine)
- San Javier (Argentine)
- Apóstoles (Argentine)
- Concepción (Argentine)
- Santo Tomé (Argentine)
- San Borja (Brésil)
- San Nicolas (Brésil)
- San Luis (Brésil)
- San Lorenzo (Brésil)
- San Juan (Brésil)
- Santo Angel (Brésil)
- São Miguel Arcanjo (Brésil)
- La Cruz (Argentine)
- Yapeyú (Argentine)